# Samsung Galaxy S23
O Samsung Galaxy S23 é uma série de smartphone baseado em Android projetada, desenvolvida, fabricada e comercializada pela Samsung Electronics como parte da sua carro-chefe série Galaxy S. Os telefones foram anunciados e revelados em 1º de fevereiro de 2023 no evento pessoal Galaxy Unpacked e lançados em 17 de fevereiro de 2023. Eles servem coletivamente como sucessores da série Samsung Galaxy S22.

## História
Samsung Galaxy S23, S23+ e S23 Ultra foram anunciados em 1 de fevereiro de 2023 em Galaxy Unpacked.

## Linha
A série Galaxy S23 inclui três dispositivos, que compartilham a mesma linha e tamanhos de tela com a série anterior Galaxy S22. O Galaxy S23 básico apresenta uma tela plana de 6,1 polegadas (155 mm) com taxa de atualização variável de 48 Hz a 120 Hz, 8 GB de RAM e opções de armazenamento de 128 GB a 512 GB. O Galaxy S23+ apresenta hardware semelhante em um fator de forma maior de 6,6 polegadas (168 mm), opções de armazenamento a partir de 256 GB, taxa de carregamento mais rápida e maior capacidade de bateria. No topo da linha, o Galaxy S23 Ultra apresenta uma tela curva de 6,8 polegadas (173 mm) com taxa de atualização variável a partir de 1 Hz, 8 GB, 12 GB, 16 GB ou 18 GB de RAM, opções de armazenamento de 256 GB a 2 TB e a maior capacidade de bateria da linha. Além disso, possui uma configuração de câmera mais avançada, uma tela de alta resolução e, como o Galaxy S22 Ultra anterior, uma S Pen integrada para maior funcionalidade e produtividade.

## Design
Todos os modelos da série Samsung Galaxy S23 estão disponíveis em quatro cores padrão: Phantom Black, Cream, Green e Lavender, com quatro cores adicionais disponíveis apenas em samsung.com: Graphite, Lime e os exclusivos Galaxy S23 Ultra Sky Blue e Red.

## Especificações

### Hardware

#### Chipset
Ao contrário do Samsung Galaxy S22 e das gerações anteriores, que em alguns países africanos e europeus utilizavam o próprio chip Exynos da Samsung, a série Galaxy S23 usa o chip Snapdragon 8 Gen 2 da Qualcomm em todo o mundo, sendo uma versão overclokada exclusiva dos Galaxy S23.
O Qualcomm Snapdragon 8 Gen 2 para Galaxy, que é uma versão especial do Snapdragon 8 Gen 2 desenvolvido especificamente para a Samsung, inclui uma CPU Octa-Core e uma GPU Adreno 740 com um modem Qualcomm X70 para conectividade. A diferença entre a versão regular do Snapdragon 8 Gen 2 em comparação com a versão Samsung é que a versão Samsung apresenta um núcleo Cortex-X3 com overclock de 3,36 GHz em vez de 3,20 GHz, e a GPU Adreno 740 foi com overclock para 719 MHz em vez de 680 MHz.

#### Display
A série Galaxy S23 apresenta uma tela "Dynamic AMOLED 2X" com suporte HDR10+, 1750 nits de brilho máximo e tecnologia de "mapeamento de tom dinâmico". Todos os modelos usam um sensor de impressão digital ultrassônico na tela.
| Model     | Tamanho do Display | Resolução do Display | Densidade de Pixels | Espectro do Display | Taxa de atualização máxima | Taxa de atualização variável | Corpo                             |
| --------- | ------------------ | -------------------- | ------------------- | ------------------- | -------------------------- | ---------------------------- | --------------------------------- |
| S23       | 6,1 pol (155 mm)   | 2340×1080            | ~425 ppi            | 19.5:9              | 120 Hz                     | 48 Hz a 120 Hz               | Cantos arredondados, lados planos |
| S23+      | 6,6 pol (168 mm)   | 2340×1080            | ~393 ppi            | 19.5:9              | 120 Hz                     | 48 Hz a 120 Hz               | Cantos arredondados, lados planos |
| S23 Ultra | 6,8 pol (173 mm)   | 3088×1440            | ~500 ppi            | 19.3:9              | 120 Hz                     | 1 Hz a 120 Hz                | Cantos afiados, lados curvos      |

#### Câmeras
O Galaxy S23 e S23+ têm um sensor wide de 50 MP, um sensor telephoto de 10 MP e um sensor ultra wide de 12 MP. O S23 Ultra possui um sensor wide de 200 MP, dois sensores telefoto de 10 MP e um sensor ultra wide de 12 MP. A câmera frontal usa um sensor de 12 MP nos três modelos.
| Modelos             | Modelos        | Galaxy S23 & S23+                                          | Galaxy S23 Ultra                                           |
| ------------------- | -------------- | ---------------------------------------------------------- | ---------------------------------------------------------- |
| Wide                | Especificações | 50 MP, f/1.8, 24 mm, 1/1.56", Dual Pixel PDAF, OIS         | 200 MP, f/1.7, 24 mm, 1/1.3", PDAF, Laser AF, OIS          |
| Wide                | Modelo         | Samsung S5KGN3                                             | Samsung S5KHP2                                             |
| Ultrawide           | Especificações | 12 MP, f/2.2, 13 mm, 1/2.55", Dual Pixel PDAF no S23 Ultra | 12 MP, f/2.2, 13 mm, 1/2.55", Dual Pixel PDAF no S23 Ultra |
| Ultrawide           | Modelo         | Sony IMX564                                                | Sony IMX564                                                |
| Telefoto            | Especificações | 10 MP, f/2.4, 70 mm, 1/3.94", PDAF, OIS                    | 10 MP, f/2.4, 70 mm, 1/3.52", Dual Pixel PDAF, OIS         |
| Telefoto            | Modelo         | Samsung S5K3K1                                             | Sony IMX754                                                |
| Periscópio Telefoto | Especificações | –                                                          | 10 MP, f/4.9, 240 mm, 1/3.52", Dual Pixel PDAF, OIS        |
| Periscópio Telefoto | Modelo         | –                                                          | Sony IMX754                                                |
| Frontal             | Especificações | 12 MP, f/2.2, 26 mm, 1/3.24", PDAF                         | 12 MP, f/2.2, 26 mm, 1/3.24", PDAF                         |
| Frontal             | Modelo         | Samsung S5K3LU                                             | Samsung S5K3LU                                             |

#### Conectividade
Samsung Galaxy S23, S23+ e S23 Ultra suportam conectividade 5G SA/NSA/Sub6, Wi-Fi 7 e Bluetooth 5.3.

#### Memória e armazenamento
O Samsung Galaxy S23 oferece 8 GB of RAM e 128 GB, 256 GB, e em algumas regiões, 512 GB de opções de armazenamento interno. O Galaxy S23+ oferece 8 GB de RAM e 256 GB e 512 GB of de opções de armazenamento interno. O Galaxy S23 Ultra tem 8 GB ou 12 GB, de RAM e 256 GB, 512 GB, e 1 TB de opções de armazenamento interno.
A versão de 128 GB do Galaxy S23 usa o formato de armazenamento mais antigo UFS 3.1, enquanto as versões com 256 GB e mais usam o mais novo, mais rápido e eficiente UFS 4.0.
| Modelos    | Galaxy S23 | Galaxy S23    | Galaxy S23+ | Galaxy S23+   | Galaxy S23 Ultra | Galaxy S23 Ultra |
| Modelos    | RAM        | Armazenamento | RAM         | Armazenamento | RAM              | Armazenamento    |
| ---------- | ---------- | ------------- | ----------- | ------------- | ---------------- | ---------------- |
| Variante 1 | 8 GB       | 128 GB        | –           | –             | 8 GB             | 256 GB           |
| Variante 2 | 8 GB       | 256 GB        | 8 GB        | 256 GB        | 12 GB            | 256 GB           |
| Variante 3 | 8 GB       | 512 GB        | 8 GB        | 512 GB        | 12 GB            | 512 GB           |
| Variante 4 | –          | –             | –           | –             | 12 GB            | 1 TB             |

#### Baterias
O Galaxy S23, S23+ e S23 Ultra contêm baterias não removíveis de 3.900 mAh, 4.700 mAh e 5000 mAh Li-ion, respectivamente. O S23 suporta carregamento com fio em USB-C em até 25 W (usando USB Power Delivery), enquanto o S23+ e o S23 Ultra têm carregamento mais rápido de 45 W, marcado pela Samsung como " Carregamento Super Rápido 2.0". Todos os três têm carregamento indutivo Qi de até 15W. Os telefones também têm a capacidade de carregar outros dispositivos compatíveis com Qi a partir da própria bateria do S23, que é marcada como "Wireless PowerShare", em até 4,5 W.

### Software
Os telefones Samsung Galaxy S23 foram lançados com Android 13 com o software One UI 5.1 da Samsung. Samsung Knox está incluído para segurança aprimorada do dispositivo e existe uma versão separada para uso corporativo. A Samsung prometeu 4 anos de grandes atualizações do sistema operacional Android e 1 ano adicional de atualizações de segurança para um total de 5 anos de atualizações.

## Controvérsias
Em 10 de março, um usuário do Reddit fez uma postagem acusando a Samsung de usar inteligência artificial para aprimorar digitalmente as fotos da Lua com seu recurso 'Otimizador de cena', que foi introduzido com o Samsung Galaxy S10.
Respondendo à controvérsia, a Samsung publicou um artigo no qual explica que usou vários processos, como "Scene Optimiser", "AI Deep Learning" e "Super Resolution" para aplicar o processamento de vários quadros para aprimorar a Lua.

## Galeria

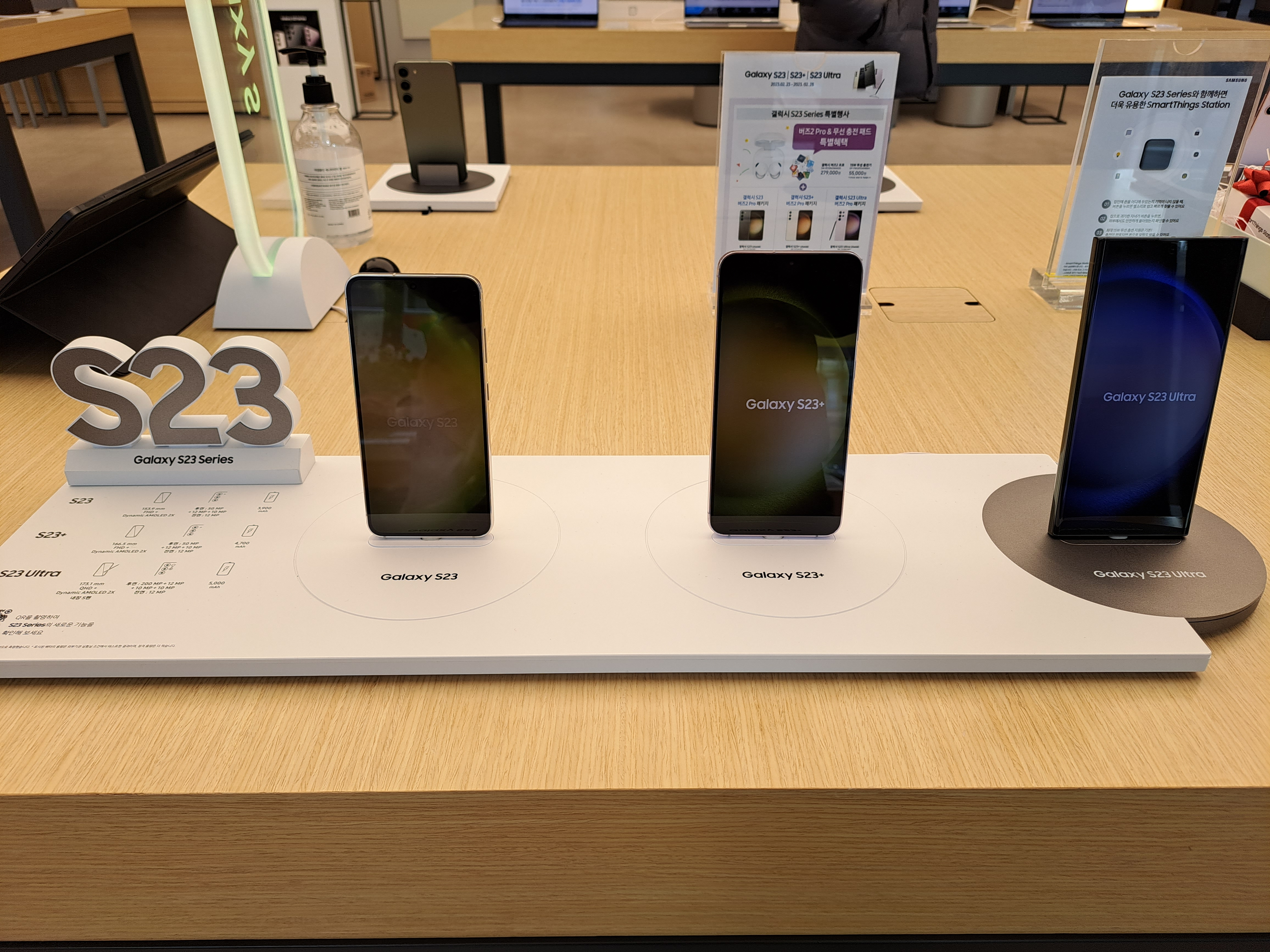
Série Samsung Galaxy S23
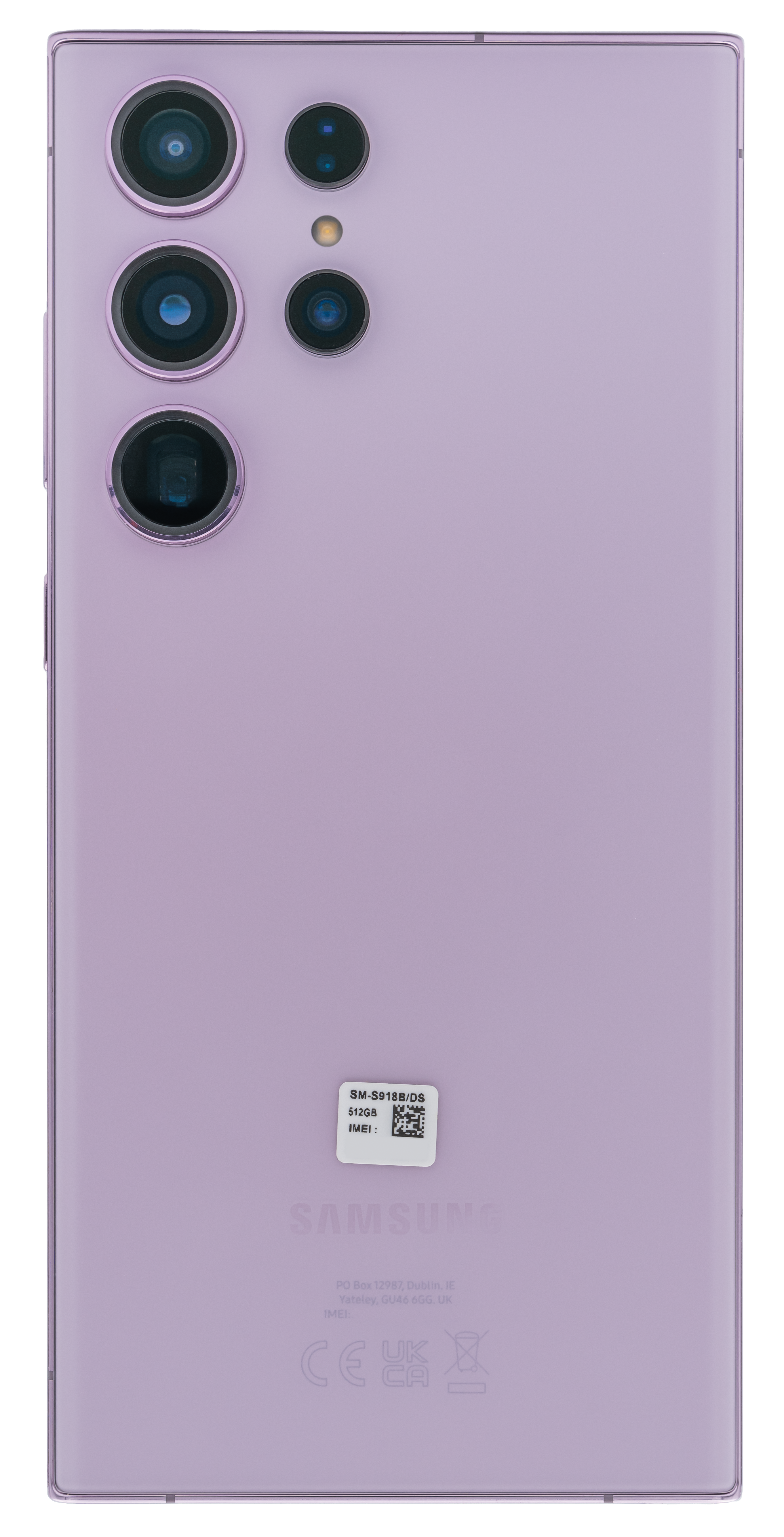
Visão traseira do Samsung Galaxy S23 Ultra
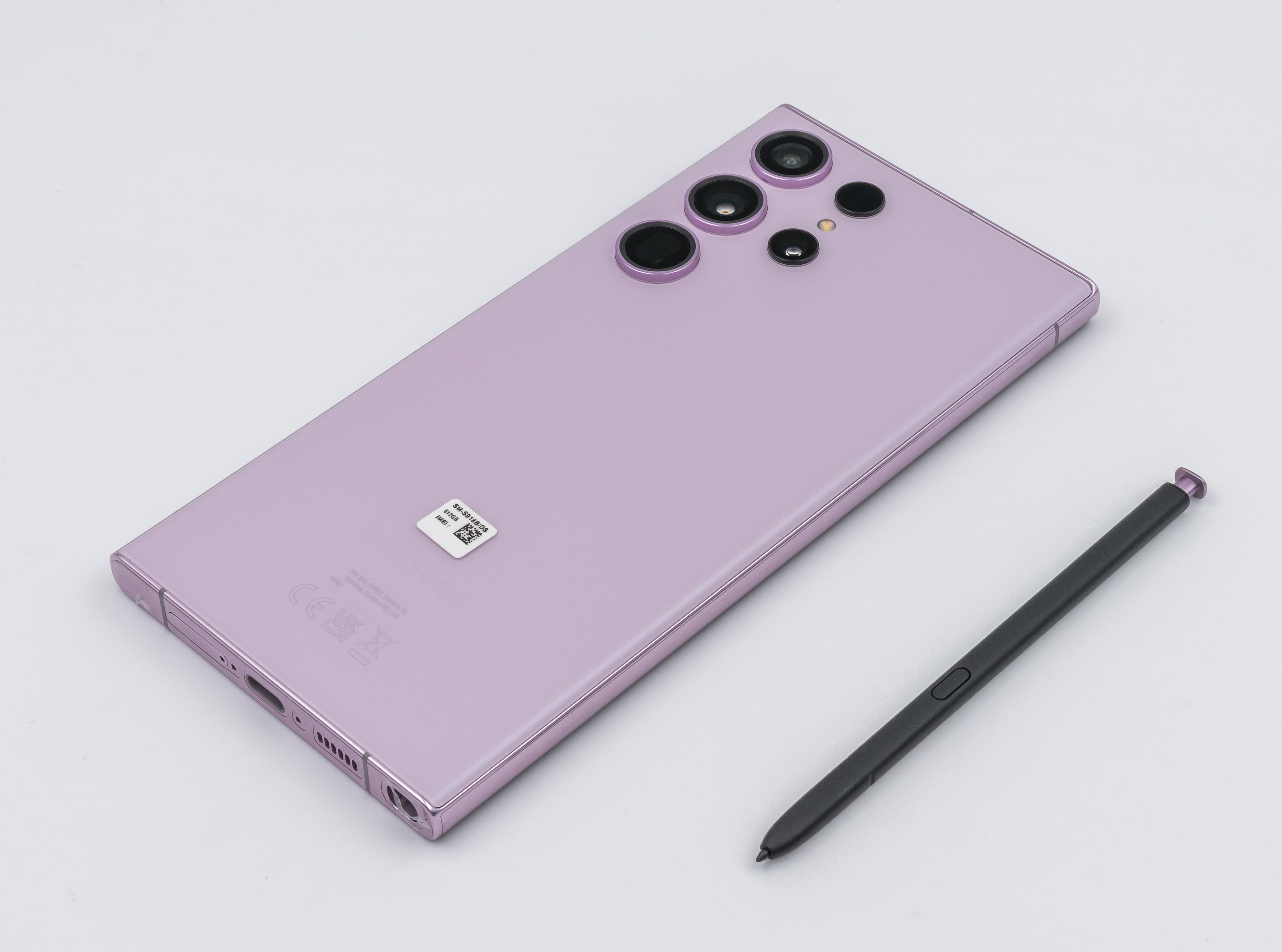
S23 Ultra com sua S Pen
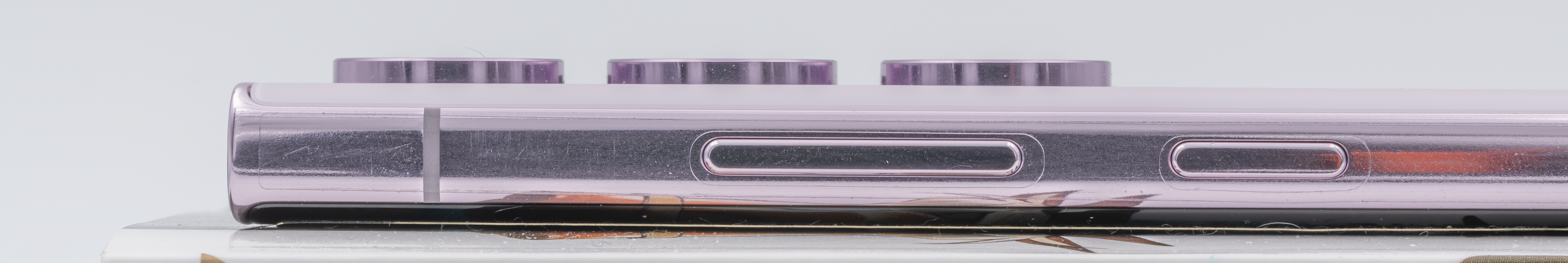
As câmeras salientes do S23 Ultra